# SS Exodus
Exodus 1947 era un barco que llevó más de 4500 inmigrantes judíos de Francia al Mandato británico de Palestina el 11 de julio de 1947. La mayoría eran supervivientes del Holocausto  no autorizados a emigrar a Palestina. El barco fue abordado por los británicos, a unas 40 millas de Palestina, y dirigido a Haifa donde aguardaban los buques para devolver a los judíos a campamentos de refugiados en Europa.
El buque fue bautizado como SS President Warfield, de la Compañía Baltimore Steam Packet Company. Desde su botadura, en 1928 hasta 1942, transportó pasajeros y carga entre Norfolk, Virginia y Baltimore, Maryland, en los Estados Unidos. Durante la Segunda Guerra Mundial, sirvió  a la Armada Real Británica y a la Armada de los  Estados Unidos; para EE. UU. como  USS President Warfield (IX-169).

## Contexto histórico
Tras la Segunda  Guerra Mundial, unos  250 000 judíos europeos vivían en campos de refugiados en Alemania y Austria en duras condiciones. Las organizaciones sionistas crearon una red clandestina conocida como el  Brichah ("Huida", en hebreo), que trasladó a miles de judíos de los campos a puertos del Mar Mediterráneo, donde buques los llevarían a Palestina. Esta era parte de la migración denominada Aliyá Bet, que comenzó tras la guerra. Al principio, muchos hacían el viaje a Palestina  por sus medios. Posteriormente recibieron apoyo financiero y otras ayudas de simpatizantes de todo el mundo. Los buques eran tripulados, mayormente por voluntarios de Estados Unidos, Canadá y América Latina. En torno a unos 100 000 personas intentaron migrar ilegalmente a Palestina, como parte de la Aliyá Bet.

Los británicos se oponían a la migración a gran escala. Los campos de refugiados dirigidos por oficiales norteamericanos, franceses e italianos; a menudo hacían la vista gorda. Solamente los oficiales  británicos restringían el movimiento de entrada o salida de esos campos. En 1945, los británicos mantenían la política  preguerra de restringir la inmigración judía, que se había implementado, tras la migración de un cuarto de millón de judíos, que huían del incremento del nazismo en los años treinta. Prepararon  una  fuerza naval y militar masiva para obligar a volver a los refugiados. En torno a la mitad de los 142 viajes fueron detenidos por patrullas británicas, y la mayoría de los inmigrantes interceptados eran enviados a campos de refugiados en Chipre, el campo Atlit en Palestina, y a Isla Mauricio. Aproximadamente 50 000 personas acabaron en campamentos. Más de 1600 se ahogaron en el mar, y solo unos cuantos miles llegaron a Palestina.

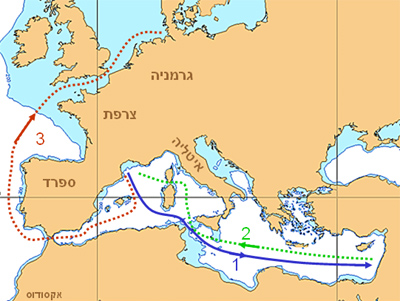
Viaje de los pasajeros del Exodus

De los 64 buques que navegaron en la Aliyá Bet, Exodus 1947 era el mayor, transportaba 4515 pasajeros, el mayor número de inmigrantes ilegales a Palestina. Su nombre e historia recibieron gran atención internacional, gracias, en mayor medida, a los reportajes de la periodista norteamericana Ruth Gruber. El incidente tuvo lugar cerca el fin de la Aliyá Bet y hacia el fin del mandato británico, después del cual Gran Bretaña retiró sus fuerzas y se estableció el estado de Israel. Los historiadores dicen que el Exodus 1947 ayudó unificar la comunidad judía de Palestina y a los supervivientes del el Holocausto de Europa, así como a asentar significativamente la empatía  internacional por la crisis de los supervivientes de Holocausto y unificar el apoyo de a la idea de un estado judío.  La historia llegó a llamar al Exodus 1947 un "Espectacular impacto publicitario para los sionistas"

## Historia inicial del buque
El buque, de 98 m (320 ft), fue construido en 1927 por Pusey and Jones Corp., Wilmington, Delaware, para la Compañía Baltimor Steam Packet. Llamado inicialmente President Warfield, por el presidente de la compañía, S. Davies Warfield (tío de la Duquesa de Windsor). Prestó servicio de transbordador en la Bahía de Chesapeake entre Baltimore, Maryland y Norfolk, Virginia de 1928 hasta 12 de julio de 1942. El barco fue adquirido por la Administración de Navíos de Guerra y convertido a buque de transporte para el Ministerio de Transporte de Guerra británico.
Dirigido por una tripulación mercante británica, liderada  por el capitán J. R. Williams, partió de San Juan de Terra Nova, el 21 de septiembre de 1942, junto con otro pequeños vapores de pasajeros regidos por el Reino Unido. Fue atacado por un submarino alemán a 800 millas náuticas (1500 km) al oeste de Irlanda el 25 de septiembre. El barco esquivó un torpedo y alcanzó Belfast, Irlanda del Norte después de la dispersión del convoy. En Gran Bretaña, sirvió como acuartelamiento y buque de entrenamiento en el río Torridge en Instow.
Devuelto por Gran Bretaña, se unió a la Armada de los Estados Unidos como President Warfield el 21 de mayo de 1944. En julio sirvió como estación y alojamiento en la Playa de Omaha en Normandía. Continuó de servicio en Inglaterra y en el Río Sena. Arribó a Norfolk, Virginia el 25 de julio de 1945, y continuó activo hasta el 13  de septiembre. President Warfield fue eliminado del Registro Naval de los Estados Unidos el 11 de octubre y devuelto a la Administración de Navíos de Guerra el 14 de noviembre.

## Preparaciones de viaje
El 9 de noviembre de 1946, mediante la compañía Potomac Shipwrecking Co. de Washington, D.C. como agente, la organización paramilitar judía Haganá compró al Presidente Warfield y lo transfirió a la organización Mossad Le'aliyah bet, rama del Haganá que organizaba las actividades de la Aliyá Bet. Hasta entonces la  Haganá había estado usando buques más pequeños pero decidió que necesitaban buques más grandes para comenzar a mover a los refugiados por miles.
Los británicos habían anunciado recientemente que comenzarían a deportar inmigrantes ilegales a Chipre en lugar de a Atlit, tras lo cual los organizadores de la Aliyá decidieron que los inmigrantes deberían resistirse a la captura. El President Warfield estaba bien adaptado para ello, porque era rápido, robusto, estable y construido en acero, por lo que podría soportar una embestida y además de mayor eslora que los destructores británicos que intentaran abordarlo.

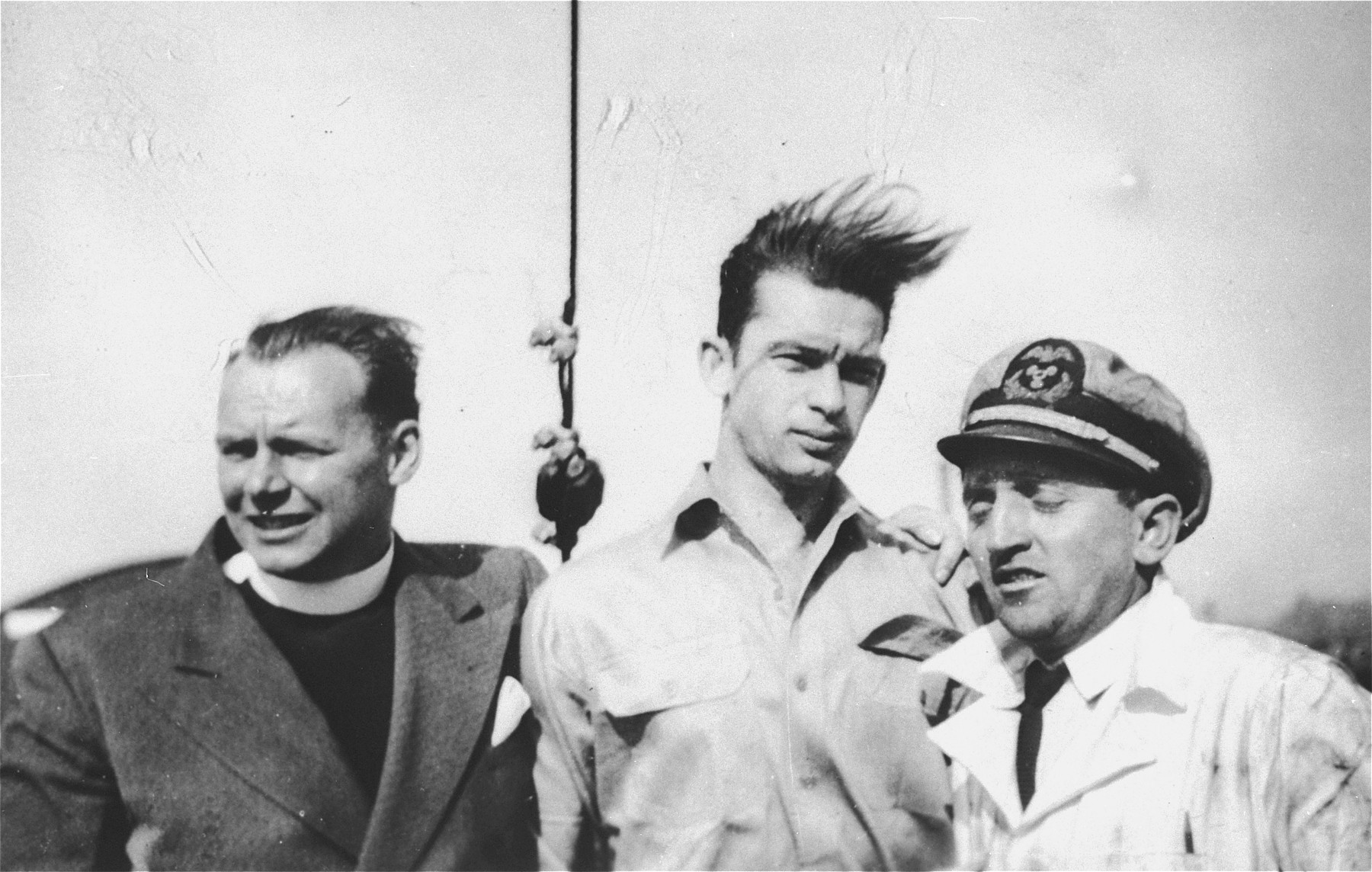
Tripulación del President Warfield antes de partir hacia Europa: Sacerdote John Stanley Grauel, Yaakov Oron (Garbash) y Aryeh Kolomeitzev, (el ingeniero Kolomwirzev no partió)

El buque fue también elegido por su aspecto ruinoso que parecería arriesgado embarcar pasajeros, por lo que  cabía la posibilidad de que los británicos le permitiese pasar el bloqueo, para evitar riesgos; debido a que en caso de siniestro, dejaría a los británicos con mala opinión internacional.
Según dice el historiador israelí Aviva Halamish sobre el Exodus 1947, nunca se tuvo la intención de que se "infiltrara en las costas de Palestina", sino más bien irrumpir abiertamente sobre el bloqueo, eludiendo y atravesando velozmente para encallarlo en un banco de arena y dejar el cargamento de inmigrantes en la playa". El barco era demasiado largo y llamativo para pasar inadvertido.
Todos los buques de "inmigración ilegal" se renombraban con nombres hebreos, designados para aglutinar a los judíos de Palestina y la organización Mossad Le'aliyah Bet rebautizó al President Warfield como Exodus 1947 (en hebreo, Yetz'iat (sic) Tasbaz, o Yetzi'at Eiropa Tashaz, "Huida de Europa 5707") tras El Éxodo bíblico de los judíos de Egipto a Canaán. El nombre fue propuesto por el militar y político Moshe Sneh, quien por entonces lideraba la inmigración ilegal en la Agencia Judía para la Tierra de Israel. Posteriormente, la elección del nombre sería descrita por el segundo primer ministro de Israel, Moshe Sharett (entonces Shertok) como "un golpe maestro, un nombre que por si mismo, dice más que nada que se haya escrito sobre ello".
Ike Aronowicz, de la Palmach, rama militar de Haganá, de 23 años, se incorporó al barco en  1946. La tripulación estaba formada por judíos americanos. Solo el capitán y el Ingeniero Jefe no eran judíos.

## Viaje a Europa

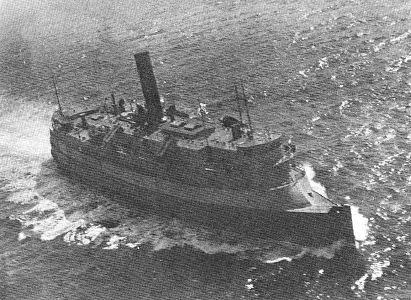
President Warfield en ruta a Europa en 1947. Despues sería Exodus 1947

El President Warfield partió de Baltimore el 25 de febrero de 1947, y se dirigió hacia el mar Mediterráneo. La nave era atendida por una tripulación de unos 35 voluntarios, en su mayoría judíos americanos. 

El periodista y sacerdote metodista John Stanley Grauel, simpatizante del sionismo, embarcó en febrero de 1947, para ser testigo del viaje. La intención era aprovechar el mayor esfuerzo realizado hasta entonces, en cuanto al número de refugiados, para tener un testigo cristiano, y por tanto más imparcial, que pudiera contar los sucedido, en caso de los británicos abordaran el barco. De esta forma su versión sería más creíble, que fue lo que exactamente pasó. La comisión UNSCOP, le entrevistó directamente en Haifa para averiguar lo sucedido.

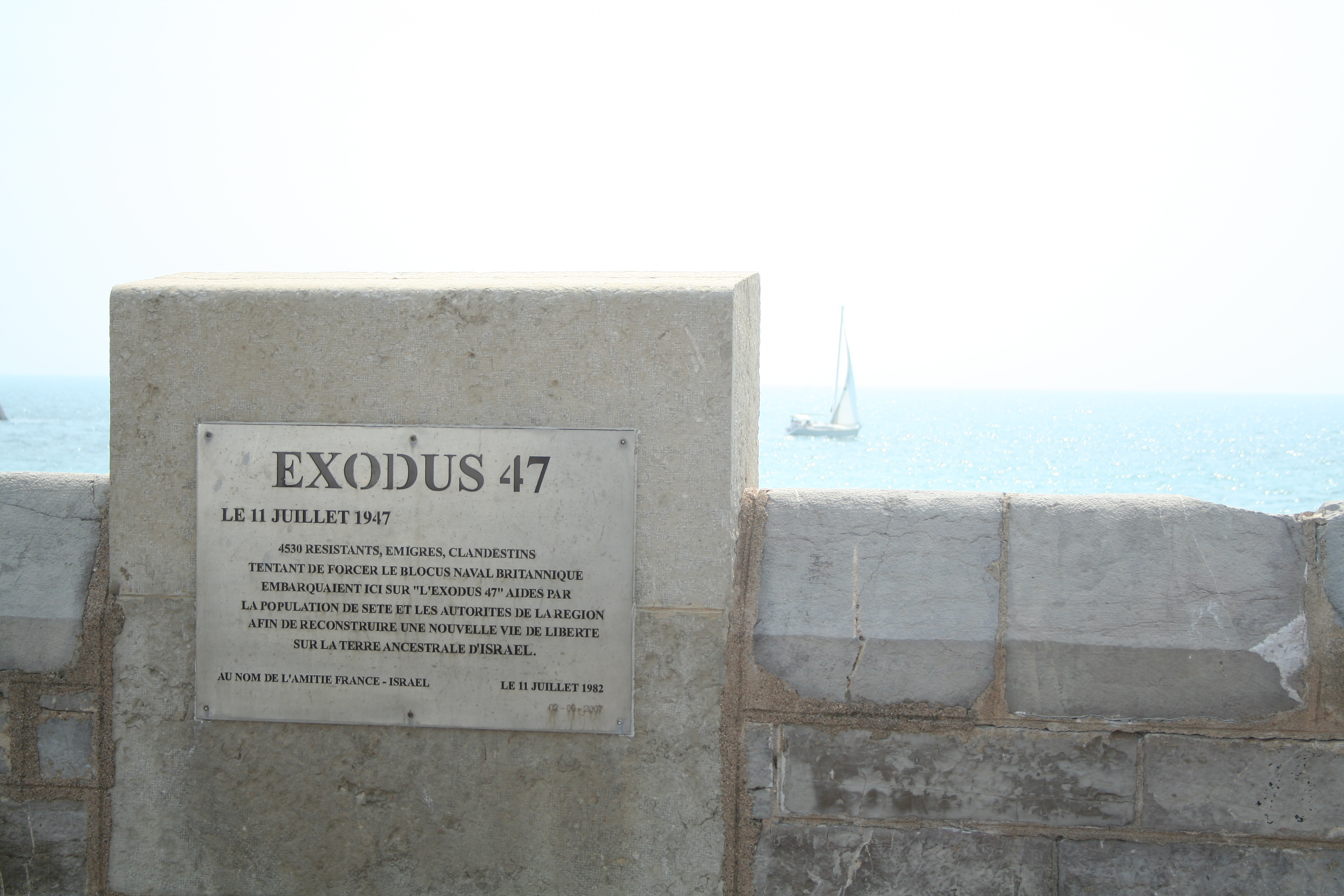
Placa en memoria al Exodus 1947 Sète, Francia

Cuando pasaron Norfolk les atrapó una tormenta infernal. El agua llegó a entrar en las bodegas por las tuberías de las cadenas del ancla e inundó la bodega de las provisiones de alimento. El capitán llegó a enviar un SOS, pero consiguieron volver a Norfolk por sus propios medios. El capitán dejó el buque y fue sustituido por Vigo Thomson, un americano-noruego. Era un hombre valiente y creativo. Los menos valientes también salieron de la tripulación, así que solo quedaron los más duros. Ike viajaría como primer oficial. Este capitán dejaría el barco al llegar Europa y pasaría a ser su capitán Ike Aharonovich.

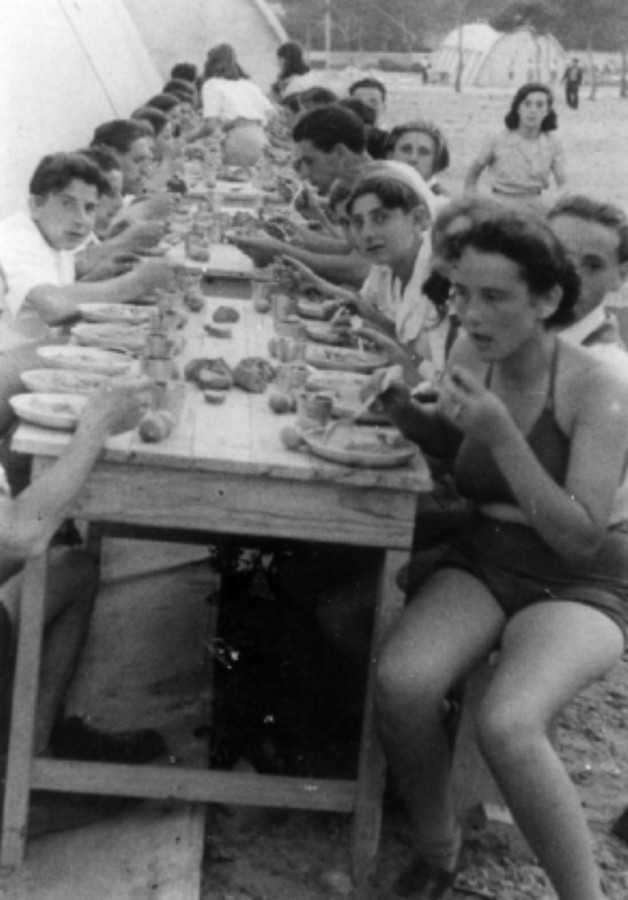
Puerto de Sète. Grupo de jóvenes esperando embarcar

Para entonces todos la prensa ya hablaba del barco, así que el secretismo ya había quedado atrás. Desde ese momento, los británicos estaban presentes en cada puerto. Circunstancias  que no habían tenido que padecer los otros buques de la Haganá. En Marsella y Port de Bouc, se encontraban con marineros británicos con los que tuvieron peleas, más de una vez, debido a rivalidad que existía en  ese momento respecto a la política de emigrantes judíos entre Francia y Gran Bretaña. Estas presiones les obligaron a desplazarse a Italia. Atracaron en Porto Venere. Allí estuvieron tres meses durante los cuales el buque se preparaba para llevar a los emigrantes. Todo el mundo sabía que este, el mayor buque del Aliyá Bet, jugaría un papel importante, ya sea a pesar, o gracias a ser ya bien conocido por los británicos.

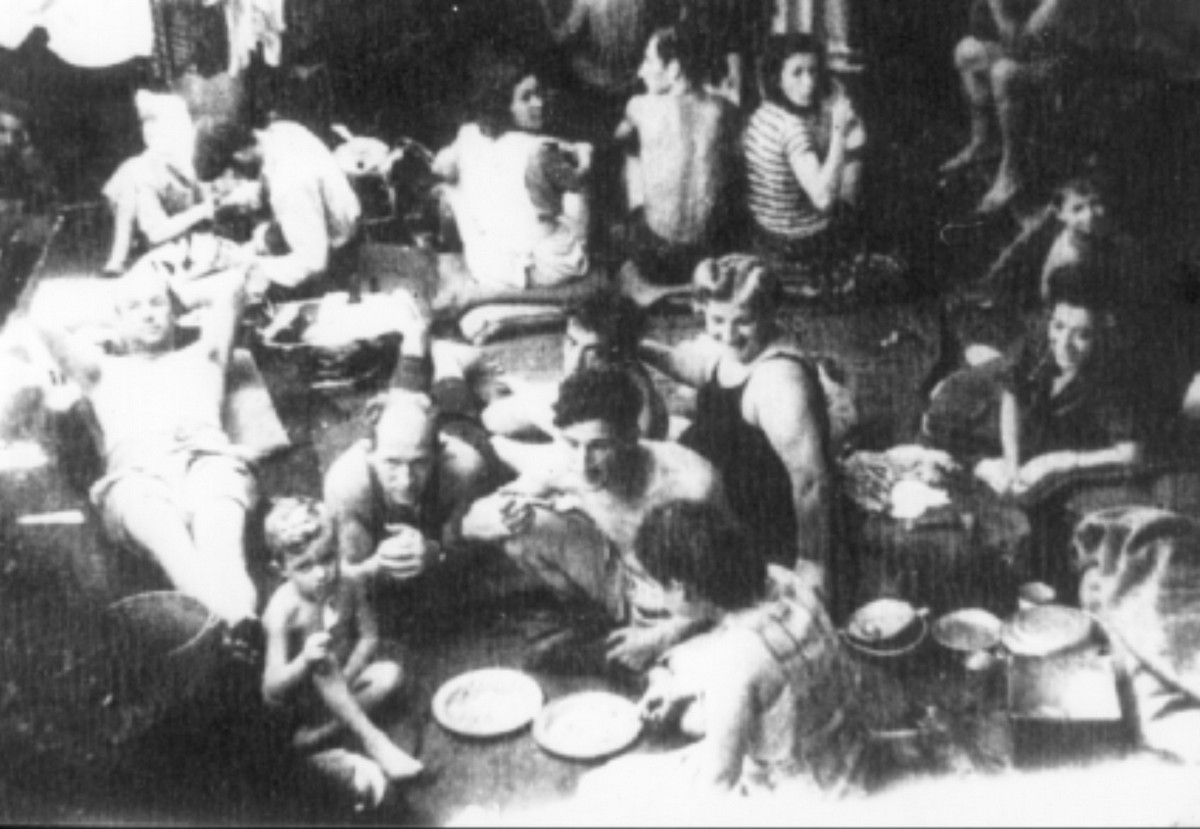
Al embarcar todos recibían una manta, una botella de agua y comida para un día

El personal de la Palyam (compañía marítima del Palmaj), llegó en este punto. El comisionado de Haganá Yossi Hamburger "Harel" sería el comandante. Su  segundo sería Micha Perry. Azriel Einav operador de radio, Miri a cargo de la cocina y Sima era la enfermera. Avraham Zakai era el responsable de preparar el barco. Yossi recorrió los campos de refugiados preparando los refugiados para embarcar. Los fueron alojando en 12 granjas agrícolas de la zona.
Los británicos estaban constantemente controlando el buque.
Durante meses, equipos de palestinos y americanos trabajaron en el Exodus 1947 con la intención  de hacerlo más resistente al abordaje británico. Se instalaron tuberías para rociar vapor y combustible, en el perímetro del barco. Las cubiertas bajas se taparon con redes y alambre espinoso. Las sala de máquinas y de radio se cubrieron con alambre y se reforzaron para  impedir el acceso a los soldados británicos. Los  botes salvavidas se dejaron colgando al exterior y el timón de reserva en la sala de máquinas estaba dispuesto.

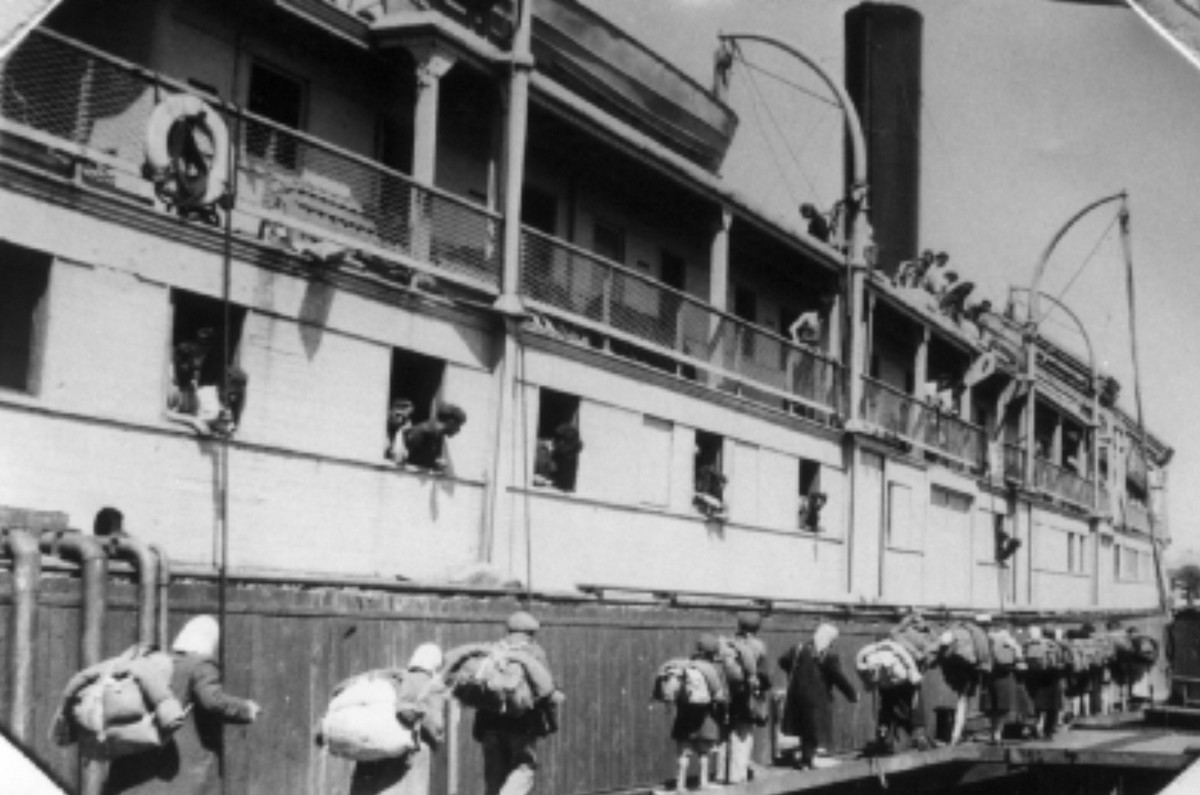
Emigrantes subiendo al barco

El 9 de julio consiguieron evadir la vigilancia británica y llegaron al puerto de Sète. 
El día 10 de julio llegaron 4500 emigrantes, que embarcaron en pocas horas. En verdad, mientras la gente embarcaba en el puerto de Sète, un avión de la RAF sobrevolaba en círculos y la Royal Navy lo esperaba en la mar. Ike Aronowicz fue reclamado en Montpelier, capital de la región, donde el gobernador le comunicó que no tenía autorización para abandonar el puerto. No estaban en una localización adecuada para un barco tan grande y necesitaban un práctico de puerto para salir al mar. Ninguno quería hacerlo, así que tendrían que hacerlo ellos mismos.

## Viaje a Palestina

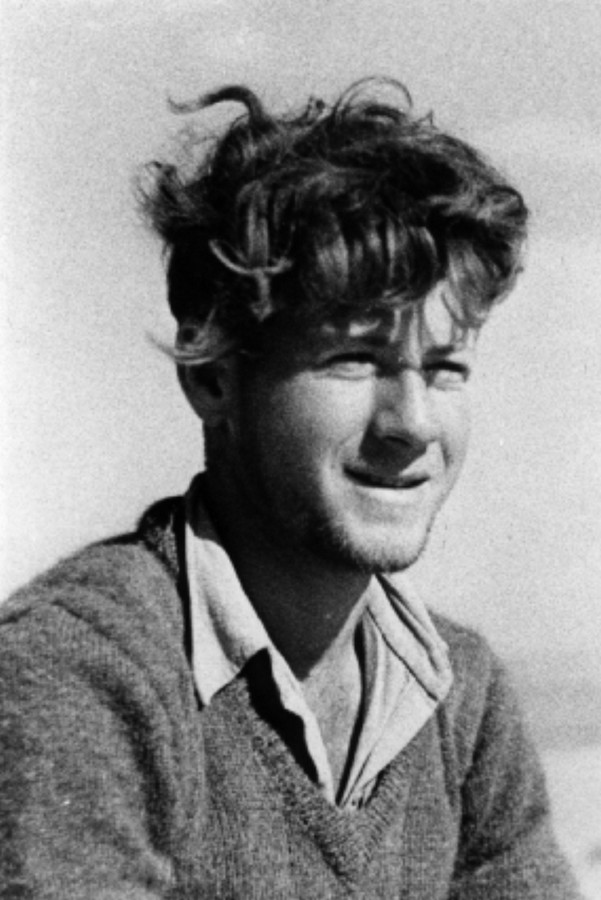
Yitzhak "Ike" Aharonovich, capitán del Barco

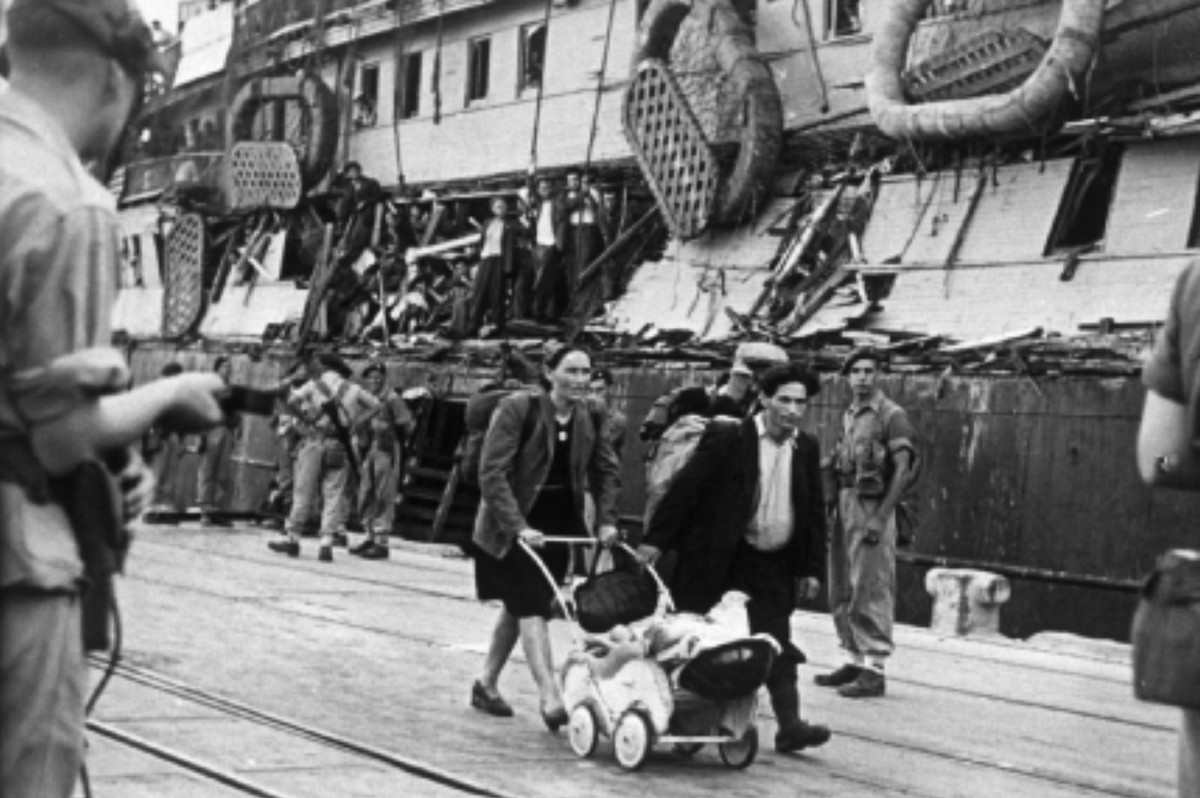
Exodus 1947

En la mañana del día 11 de julio de 1947, recibieron la orden de partir, aun sin práctico y sin remolcadores. No tenían nada que perder pues la policía ya tenía orden de sacar ese día a los emigrantes del barco. A las 01:00 cortaron el cable de acero que los amarraba al muelle, y se enganchó en la hélice. Bill Bernstein, segundo oficial, se sumergió y liberó la hélice. Aunque encallaron levemente en una roca, consiguieron liberarse y salir a mar abierto, donde comenzó a seguirles un destructor británico. Al día siguiente ya serían cinco destructores y el crucero Ajax. 
Hondeaba una bandera de Honduras y declaró dirigirse hacia Estambul. Transportaba 4515 pasajeros, incluidos 1600 hombres, 1282 mujeres y 1672 niños y adolescentes.
En la primera tarde de su viaje, el destructor había intentado comunicarse con él pero no le respondieron. En su ruta, el buque fue seguido por entre uno y cinco destructores británicos, por un avión y por un crucero.
Durante el viaje, la Haganá ordenó al buque cambiar su nombre al de Exodus 1947, algo que no gustó a la tripulación americana.
En la travesía, la gente del Exodus se preparó para ser interceptados. El buque estaba dividido en secciones con diferentes grupos de personas y cada uno había realizado prácticas de resistencia al abordaje.
El barco se cargó con suficientes suministros para dos semanas. A los pasajeros se les suministró alimentos cocinados, bebida caliente, sopa y un litro de agua potable diariamente. Se aseaban con agua salada. El navío tenía solamente 13 aseos. Un médico militar británico que inspeccionó el barco tras la batalla, dijo que estaba terriblemente abarrotado, pero que la higiene fue satisfactoria y el buque  aparentaba estar bien preparado para atender heridos. Varios bebés nacieron durante el viaje de una semana. Una mujer, Paula Abramowitz, murió durante el parto. Su bebé murió varias semanas después, en Haifa.

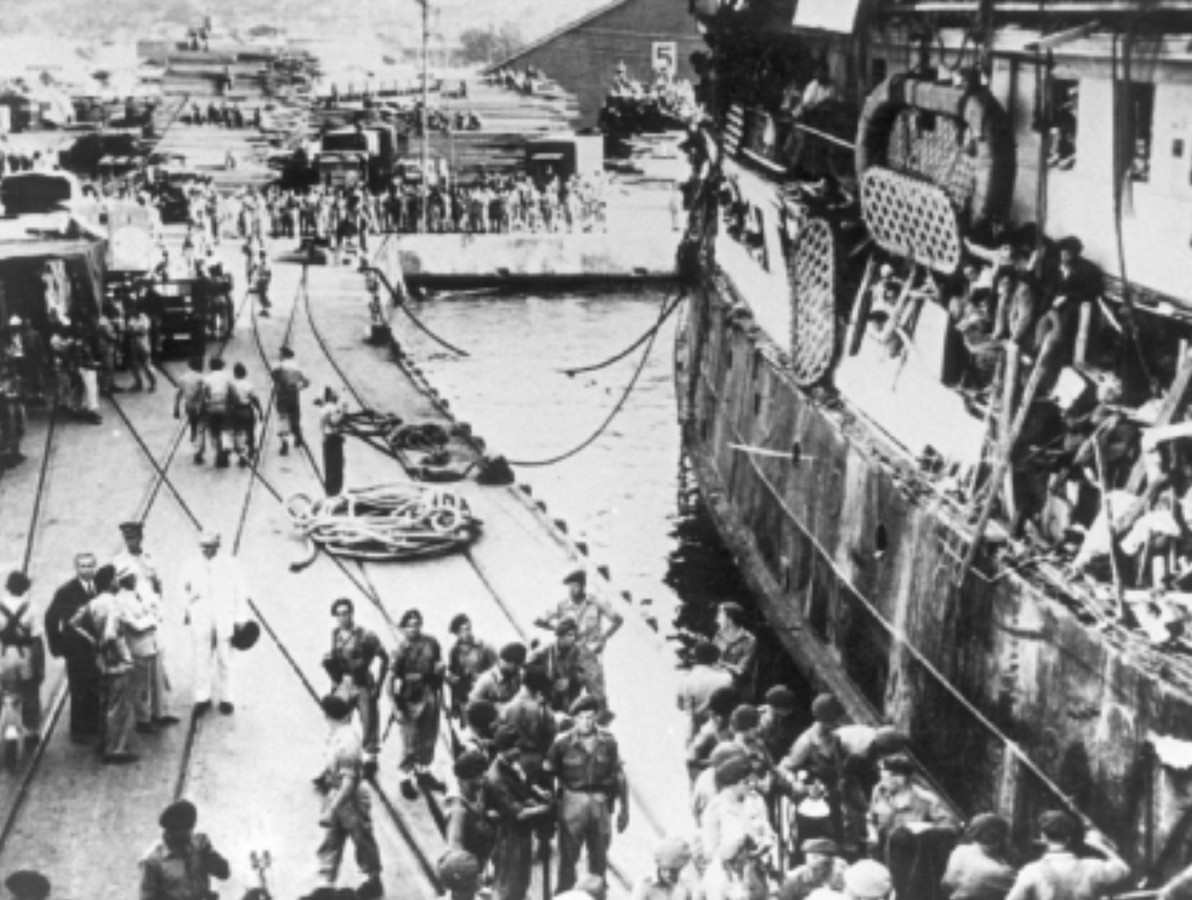
En el puerto de Haifa después de la batalla con los británicos

Una ventaja que disfrutaba el Exodus 1947 era que su calado era de 8 pies, mientras que el  calado de los británicos era de 20 pies. Aprovecharon esa circunstancia cerca de Lampedusa, acercándolo a la costa. Los buques británicos tuvieron que alterar su ruta hasta encontrarlo de nuevo en aguas más profundas. Decidieron dirigirse a Gaza y de allí ir costeando al norte, por aguas internacionales hasta Tel Aviv, donde encontrarían la ayuda de la Palmaj para desembarcar. 

## Abordaje británico

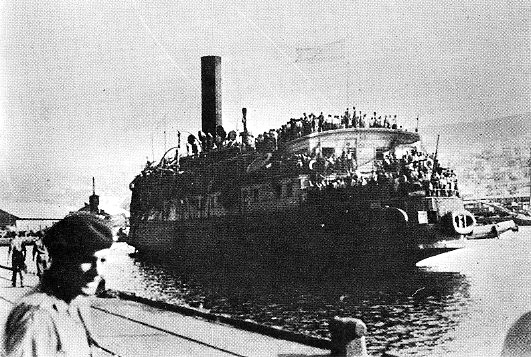
Exodus 1947 en Haifa

El 18 de julio, pasada la media noche los británicos apagaron sus luces y les comunicaron  "Están entrando en aguas territoriales de Palestina".
Finalmente abordaron el barco a unas 20 millas náuticas (40 km) de la costa palestina. El abordaje fue violento, y duró cuatro horas. Durante las tres primeras  horas, solo consiguieron subir 17 marineros a bordo, debido a que la altura sobre el agua del Exodus era superior a la de los destructores. 

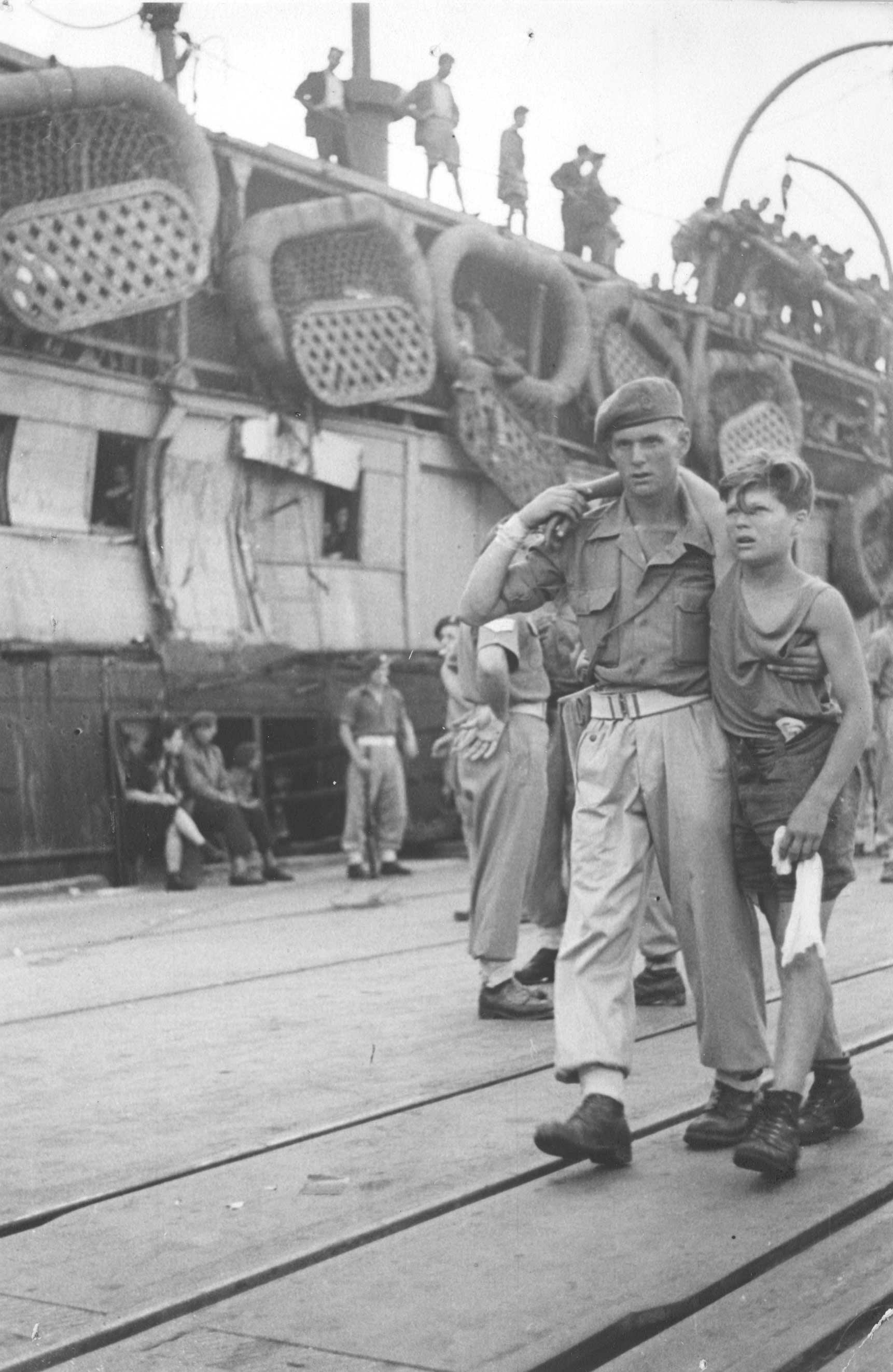
Transporte de heridos

Se enfrentaban los pasajeros y los miembros de la Haganá. Finalmente, tras construir los marineros del destructor Childers una escala para salvar la altura. Algunos fueron arrojados en el intento, pero tras varias ráfagas de disparos, consiguieron escalar, tomar el puente y el timón. El buque fue remolcado finalmente a Haifa.  
El segundo oficial, William "Bill" Bernstein, voluntario judío de San Francisco, perteneciente al Mahal, fue golpeado con una tubería de plomo, en el puente. Murió poco después en el hospital de Haifa. Dos pasajeros más murieron de heridas de bala: Mordechai Bunstein de 23 años, refugiado de un campo de Alemania; y Hish Yacubovitch, de 15 años de Polonia.  Bill Millman, timonel, fue herido de bala en la mandíbula. 
Dos marineros británicos fueron tratados de fractura de escápula, y uno de heridas en la cabeza y cortes en la oreja.  
Cinco pasajeros permanecieron en estado crítico en el hospital de Haifa: William Millman, timonel de 24 años de Chelsea, Massachusetts, Moses Engelman, 20, herida abdominal; Ernst Weiss, de 24 con quemaduras graves; Ariel Birnaum de  24 con herida abdominal y Nathan  Berkovitch de 71 años. 

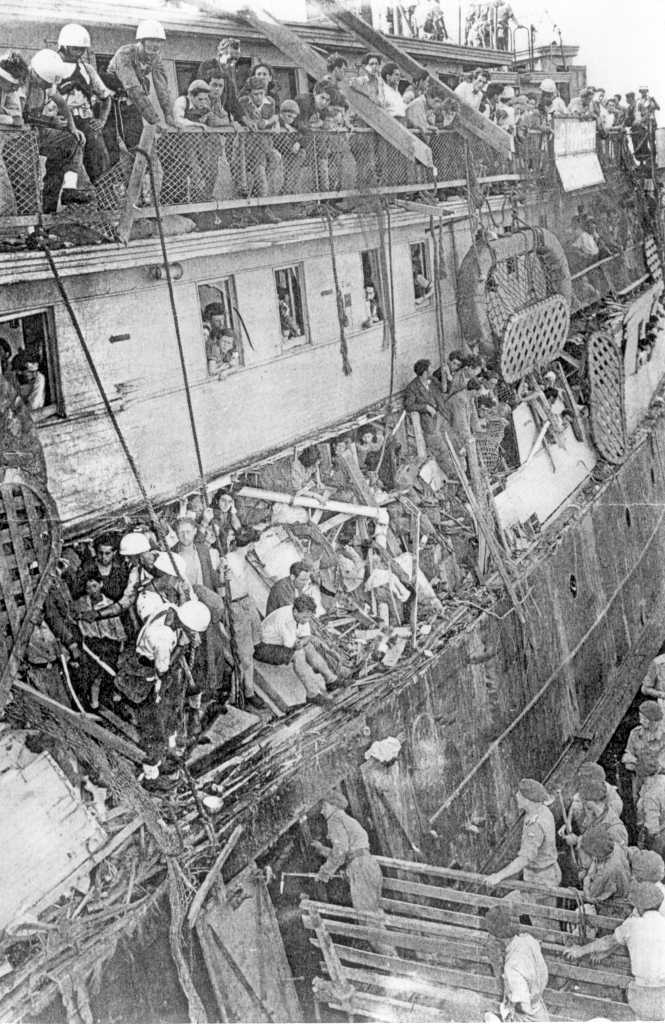
Exodus 1947 en Haifa

En torno a unos diez pasajeros y tripulación del Exodus fueron tratados de heridas leves a consecuencia del abordaje. Sobre unos 200 fueron tratados  de enfermedades y dolencias que no guardaban relación con el abordaje.

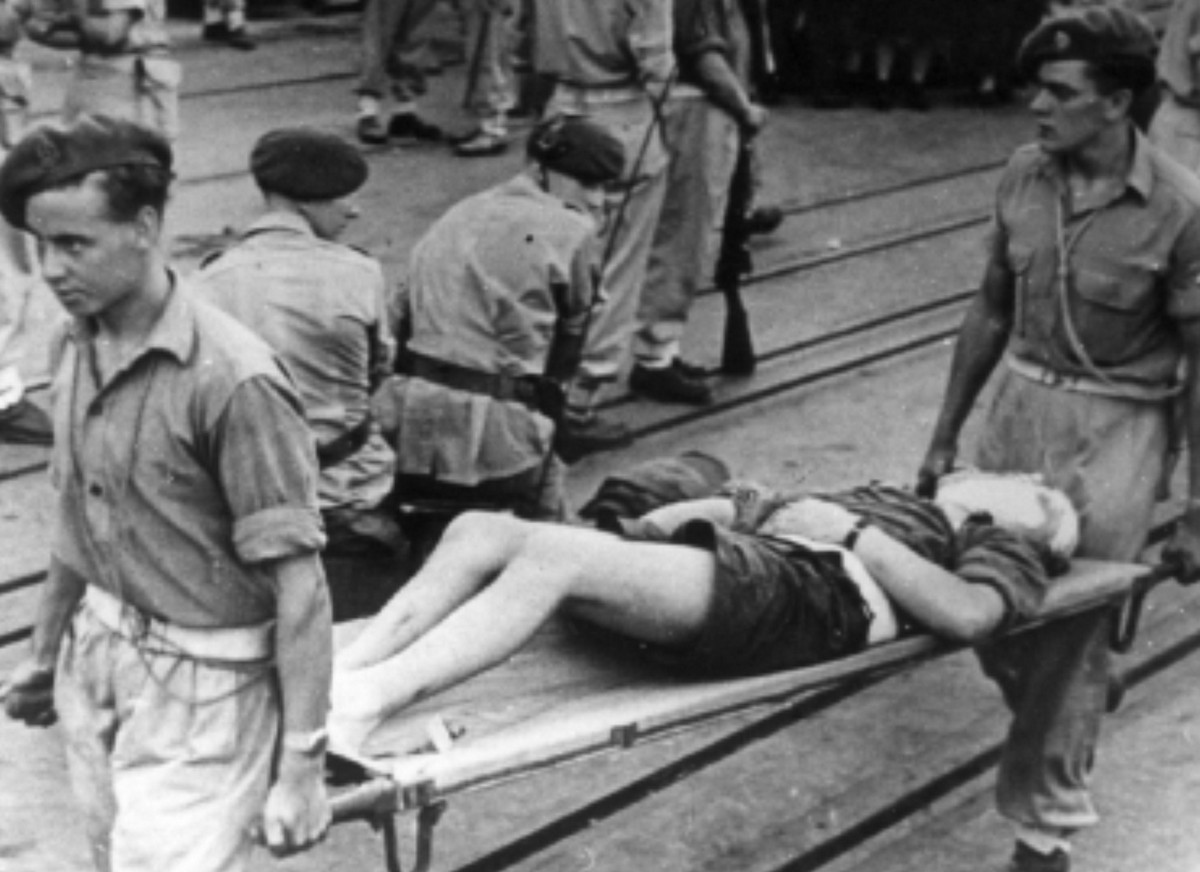
Desembarco de enfermos y heridos en Haifa

Debido a la relevancia del barco de emigrantes Exodus 1947, el gobierno británico decidió que los emigrantes fueran deportados de vuelta a Francia. El ministro de asuntos exteriores Ernest Bevin lo sugirió así y la solicitud fue trasladada al General Alan Cunningham, Alto Comisionado para Palestina, que estaba de  acuerdo con el plan, tras consultar con la Armada. Anteriormente, los inmigrantes interceptados eran  trasladados a campos concentración en Chipre, que por  entonces  era una  colonia británica. Esta nueva política tenía la intención de ser una señal para la comunidad judía y para los países europeos, que ayudaban a la inmigración, de que los que enviaran a Palestina  les  iban a ser devueltos.
No solo establecía claramente el principio de devolución sumaria aplicable a la  carga completa de emigrantes, sino que sería disuasivo para los organizadores de este tráfico si los emigrantes... terminaban  volviendo por donde vinieron.

## Vuelta a Europa

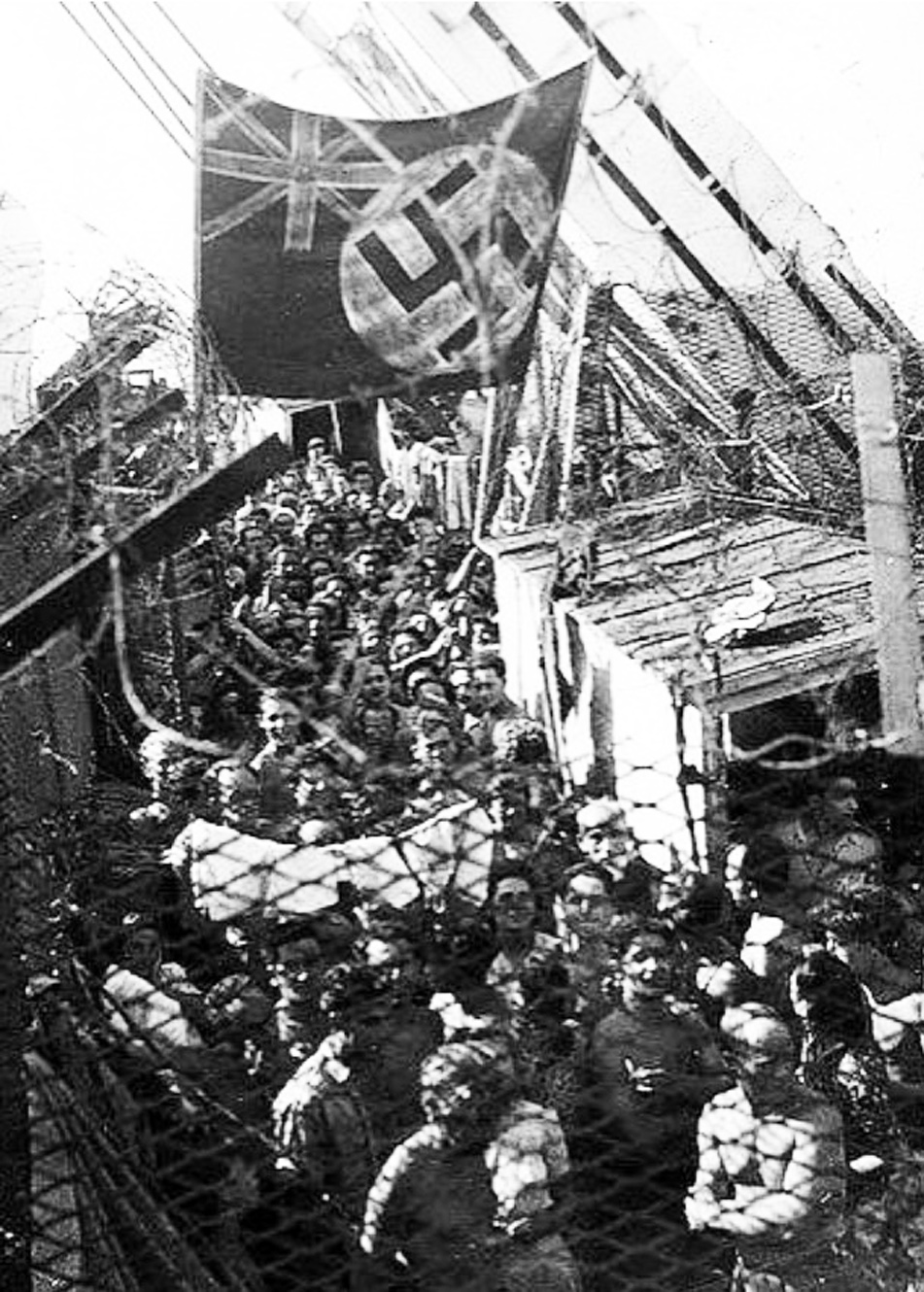
Emigrantes izando una Union Jack con una esvástica

Una vez en el puerto de Haifa, los pasajeros fueron trasladados a tres buques de deportación, en buenas condiciones de navegación, el Runnymede Park, el Ocean Vigour y el Empire Rival. Los hechos fuero presenciados por miembros del UNSCOP (United Nations Special Committee on Palestine). Estos buques partieron de Haifa el 12 de julio hacia Port-de-Bouc cerca de Marsella. El ministro de Exteriores Ernest Bevin insistió en que los franceses asumieran de vuelta el buque y sus pasajeros.
Cuando el buque llegó a Port-de-Bouc el 2 de agosto, el gobierno francés anunció que permitiría el desembarco de pasajeros solo si era voluntario. Agentes de la Haganá desde a bordo y desde lanchas, usando megafonía, animaron a los pasajeros a no desembarcar. Los emigrantes rehusaron desembarcar y el gobierno francés rechazó cooperar con los intentos británicos de desembarco forzado. Esto dejaba a los británicos, como mejor opción, el devolver los pasajeros a Alemania. Conscientes de que no sería rumbo a Chipre, los emigrantes llevaron a cabo una huelga de hambre de 24 días y rechazaron cooperar con las autoridades británicas. 
La cobertura de los medios de comunicación acerca de la disputa de voluntades añadió presión sobre los británicos para encontrar una solución.
La reportera Ruth Gruber, fue la única periodista americana autorizada a bordo del Runnymede Park, con 1500 refugiados del Exodus. Cuando los refugiados supieron que había una reportera americana, izaron una Union Jack sobre la que habían pintado una Esvástica.
Tras tres semanas, durante las cuales permanecieron en el buque en duras condiciones, rechazando ofertas o destinos alternativos, el buque fue dirigido a Hamburgo en Alemania, que entonces estaba en la Zona de ocupación alidada. 
La situación también fue informada a los miembros de UNSCOP que habían estado deliberando en su sede en Ginebra.

## Operación Oasis
Los británicos concluyeron  que la única opción era enviar a los judíos a campos en la zona controlada por Gran Bretaña en la Alemania de posguerra. Eran conscientes de que devolverlos a campos en Alemania provocaría la indignación pública, pero Alemania era el único territorio bajo su control que pudiera alojar inmediatamente a  tanta gente.
La postura británica fue resumida por John Coulson, un diplomático de la embajada británica en París, en un mensaje al ministerio de exteriores en Londres en agosto de 1947:

Usted se dará cuenta de que anunciar la decisión de enviar los emigrantes de vuelta a Alemania producirá una reacción hostil y violenta en la prensa... Nuestros oponentes en Francia, y me atrevo a decir que también en otros países, han resaltado el hecho de que estos emigrantes hayan sido retenidos tras alambradas de espinas, en campos de concentración y vigilados por alemanes.

Coulson aconsejó que Gran Bretaña diera como mejor pudiera un giro a la historia. "Si lo decidimos, es conveniente no mantenerlos más en campos, Sugiero que deberíamos mostrar que les estamos liberando  de esas restricciones según sus deseos y que están en ese tipo de alojamientos, solo durante los preparativos necesarios de mantenimiento y revisión".  La operación de traer a los refugiados judíos de nuevo a Alemania fue conocida en círculos diplomáticos y militares como "Operación Oasis".

## Desembarco en Europa

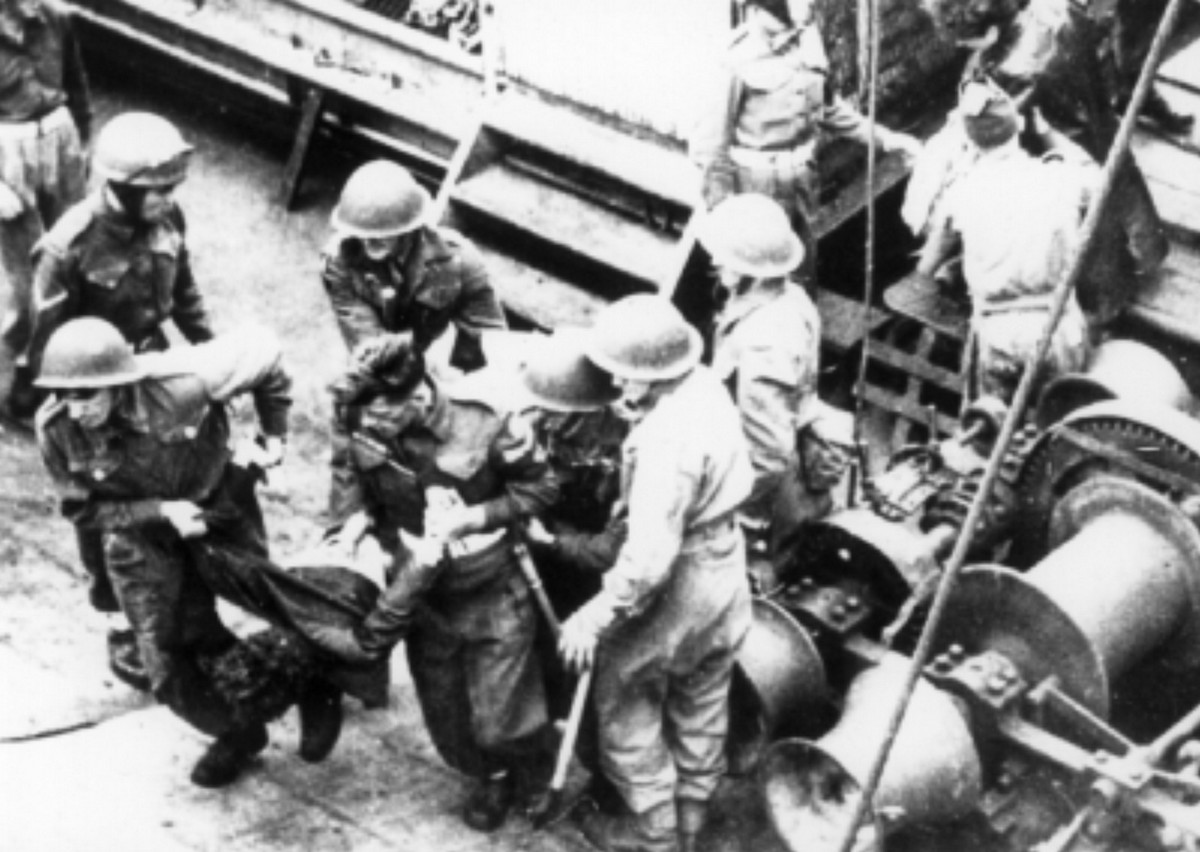
Mordejai Rozman desembarcado a la fuerza en Hamburgo

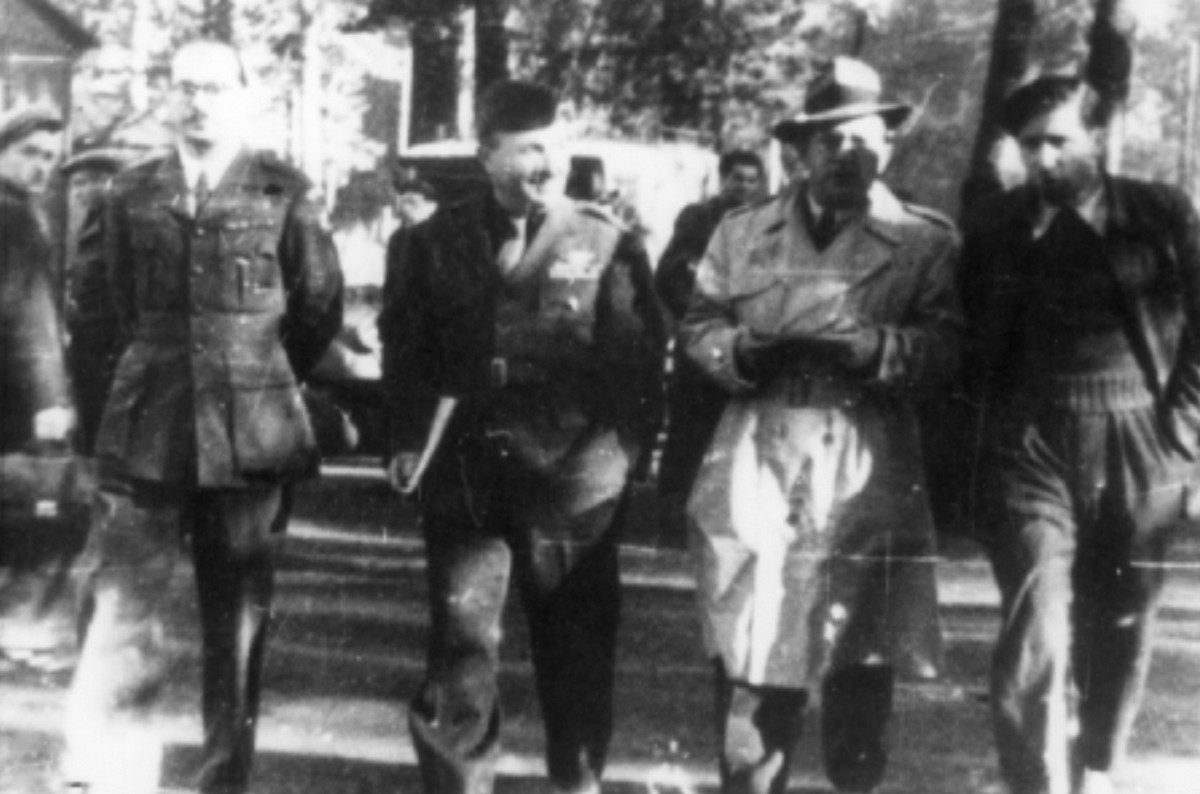
Campo de Pöppendorf, Visita de comité de salud. Derecha: Mordejai Rozman y Dr. Pliskin A. (ONU)

El 22 de agosto un telegrama del ministerio de exteriores advertía a los diplomáticos de que debían estar preparados para, amablemente, negar que los judíos fueran  a ser alojados en los anteriores campos de concentración en Alemania y que los  guardias alemanes no serían usados para mantener a los judíos en  campos de refugiados. También añadió que los guardias británicos serían retirados una vez que los judíos estuvieran protegidos.
Los pasajeros del Exodus 1947 fueron sacados de los buques en Alemania. Las relaciones entre el personal británico de los buques y los pasajeros fue mayormente amable, dicho posteriormente por los pasajeros. 

El mundo se dio cuenta del terrible drama. Los judíos que habíamos sobrevivido a los campos de exterminio nazis, éramos devueltos a campos en la misma Alemania
Mordejai Rozman

Todos eran conscientes de que sería problemático el desembarco forzado y algunos de los pasajeros judíos se disculparon por adelantado. Algunos fueron heridos en los enfrentamientos con las tropas británicas, que usaron porras y mangueras. Los pasajeros fueron devueltos a Campos de refugiados en Am Stau cerca de Lübeck y a Pöppendorf. Aunque la mayoría de mujeres y niños desembarcaron voluntariamente, los hombres tuvieron que ser trasladados a la fuerza. 

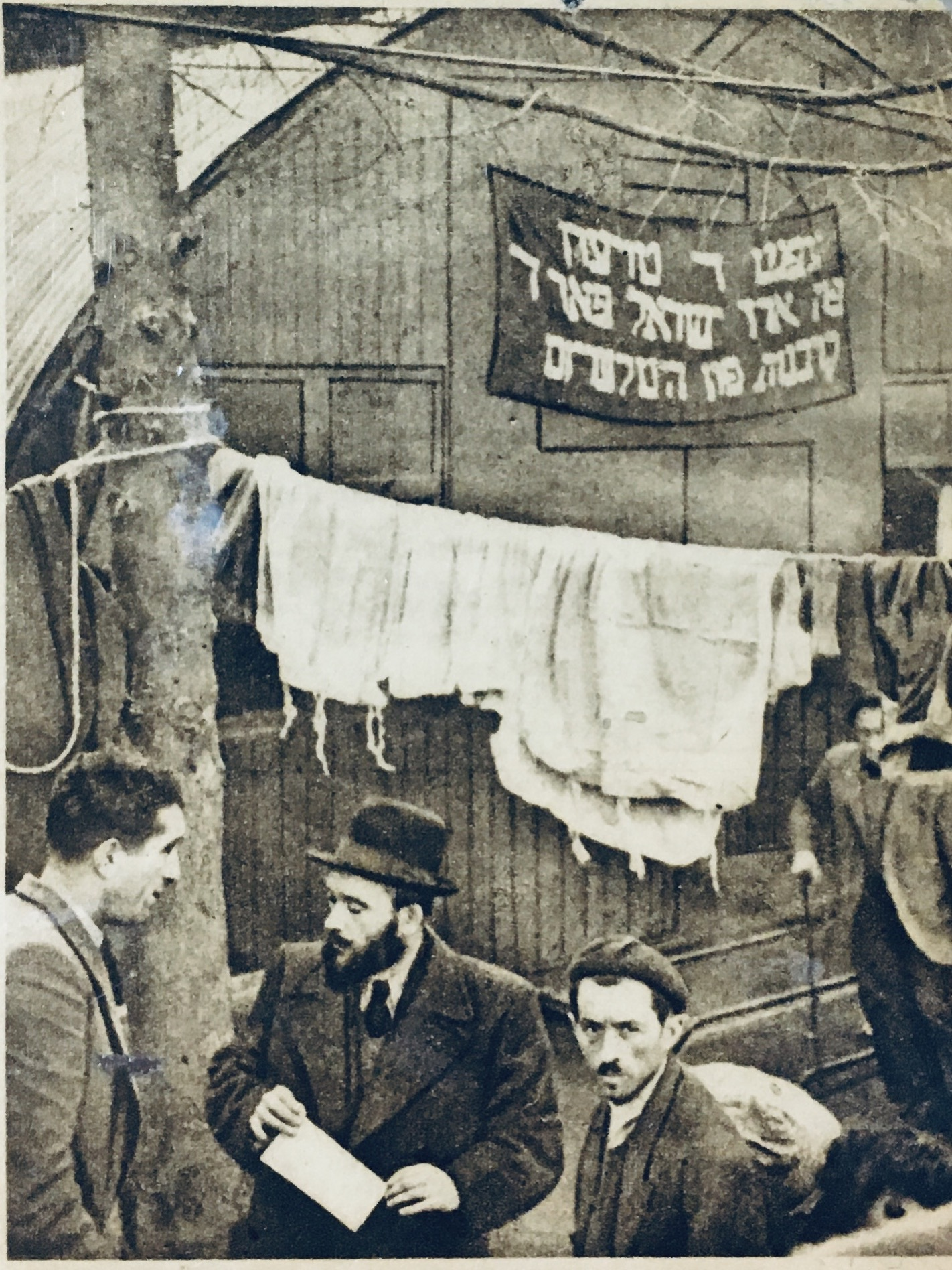
Rabino Shlomo Zev Zweigenhaft (centro) in visitando el campo de refugiados de Pöppendorf, hablando con Ike (izq.) Capitán del SS Exodus

Los británicos identificaron  uno de los buques, el Runnymede Park, como el que más problemas causó. Un informe confidencial de la época decía: "Se ha sabido que los judíos del Runnymede Park, estaban bajo el liderazgo de  un joven, capacitado, enérgico y fanático, Morenci Miry Rosman, y a lo largo de  la operación ya se había observado que este buque podría dar problemas".

Un centenar de policías militares y 200 soldados del regimiento Sherwood Foresters tenían orden de abordar el barco y expulsar a los emigrantes judíos. 

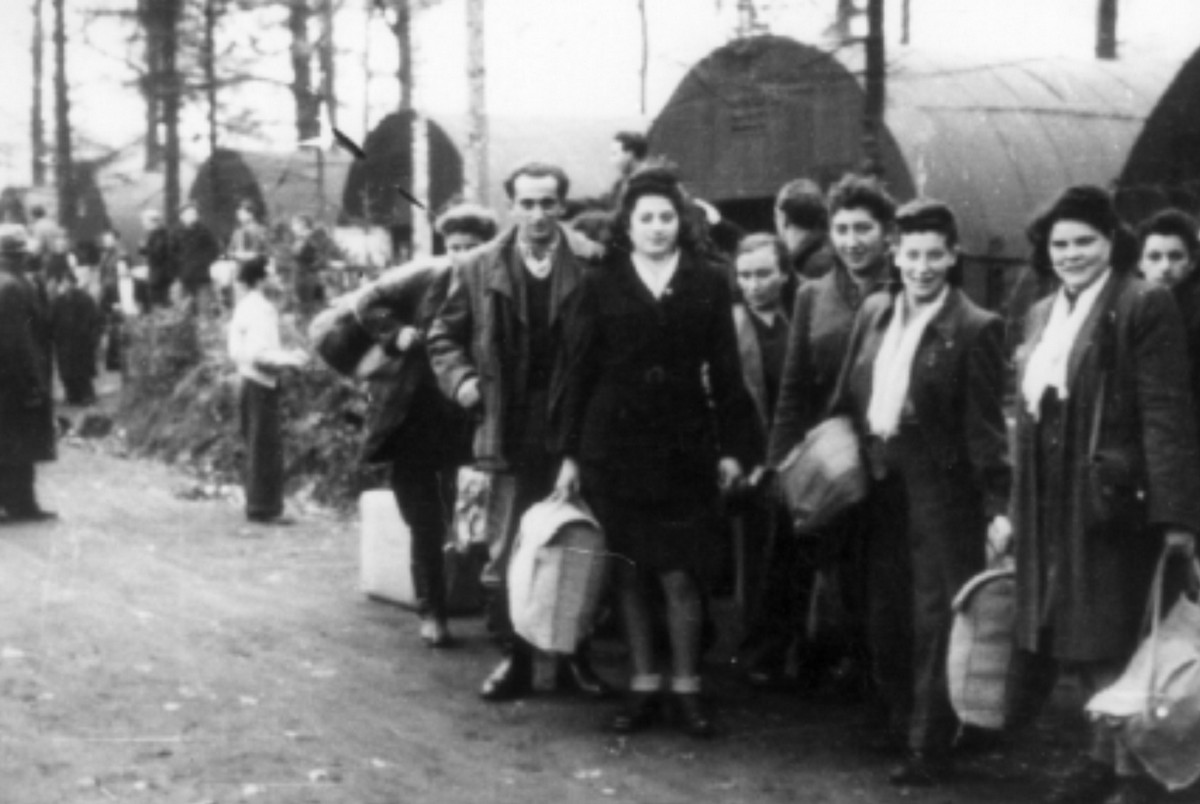
Vida en los campamentos de refugiados

El oficial a cargo de la  operación, teniente coronel Gregson, posteriormente hizo una evaluación de la operación, que dejó a 33 judíos, incluidas 4 mujeres, heridos. 68 judíos fueron retenidos bajo custodia para ser juzgados por comportamiento rebelde. Solo 3 soldados resultaron  heridos. Gregson admitió más tarde que había considerado el uso de gases lacrimógenos contra los emigrantes. Él concluyó: "El judío es vulnerable al pánico, y 800 a 900 judíos luchando  por subir una escalera para escapar del gas lacrimógeno, podría generar un asunto deplorable... es algo muy aterrador entrar a la bodega llena de fanáticos gritando cuando sobrepasaban en número de seis a uno". Describiendo el asalto, el oficial escribió a sus  superiores:  "Tras una pequeña pausa, un montón de alaridos y mujeres gritando, cada posible arma arrojadiza, hasta una galleta, o pilas de madera, fueron arrojados a los soldados. Ellos resistieron admirablemente y estoicamente hasta que los judíos asaltaron y en la primera avalancha varios soldados fueron tirados al suelo con media docena de judíos en lo alto pateando y rasgando.. Ninguna otra tropa podría haberlo hecho tan bien y tan humanamente como los británicos lo hicieron... debe tenerse  en  cuenta que las directrices en la mayoría de acciones de los judíos es ganarse la simpatía del mundo de la prensa.

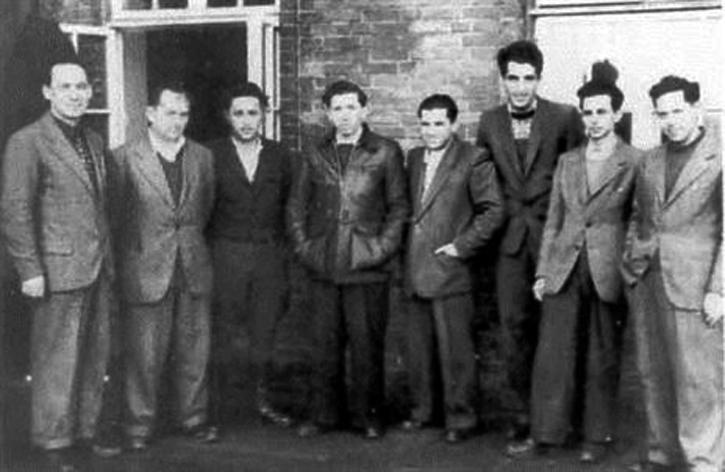
1947, Miembros de la secretaría del Exodus de los campos de refugiados Pöppendorf y Emden

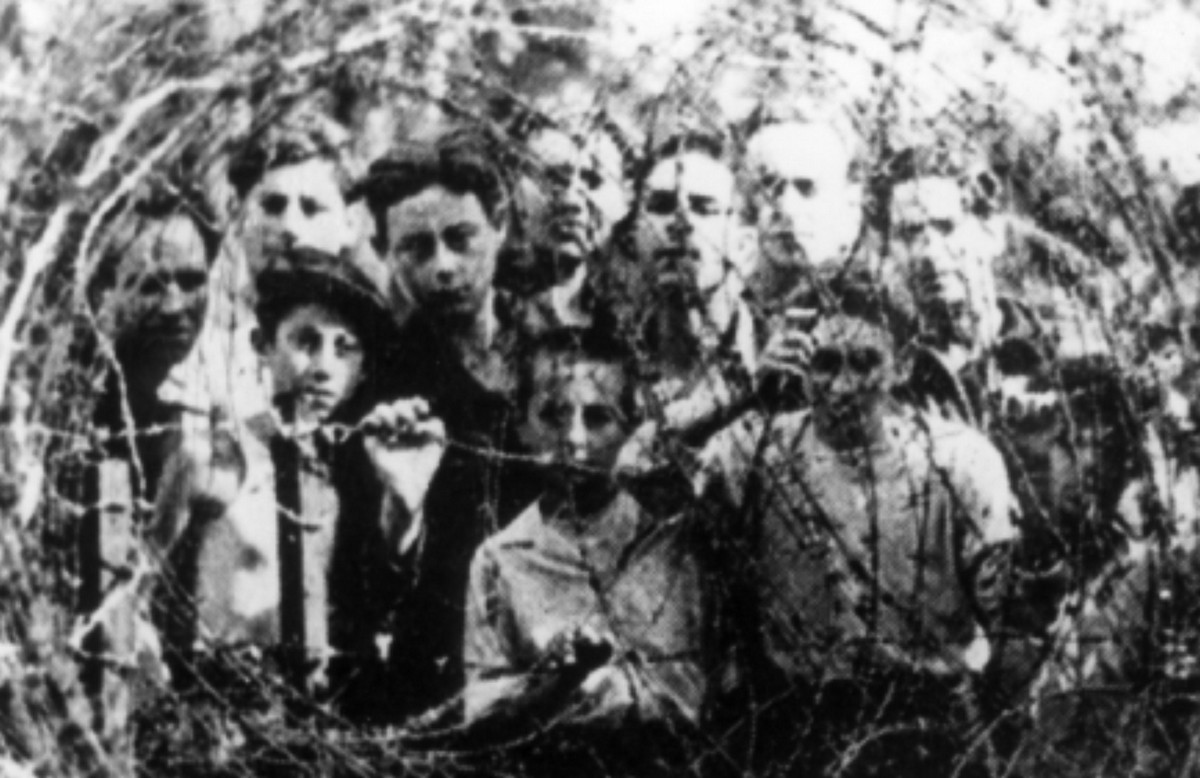
Emigrantes en campos de Europa

Uno de los observadores oficiales, que presenció la violencia, Dr. Noah Barou, secretario de la sección británica del Congreso Judío Mundial, quien describió a los jóvenes soldados golpeando a los supervivientes del Holocausto como "una terrible imagen mental": "Ellos fueron a la operación como a un partido de futbol... y era evidente que no les habían explicado que estaban tratando con gente que había sufrido mucho y que estaban resistiendo conforme a sus convicciones... La gente fue golpeada normalmente en el estómago y esta es mi opinión que explica que mucha gente, que no mostraba ningún tipo de herida, se moviera tambaleante y lentamente por la escalera, dando la impresión de que estaban medio muertos de hambre y apaleados".

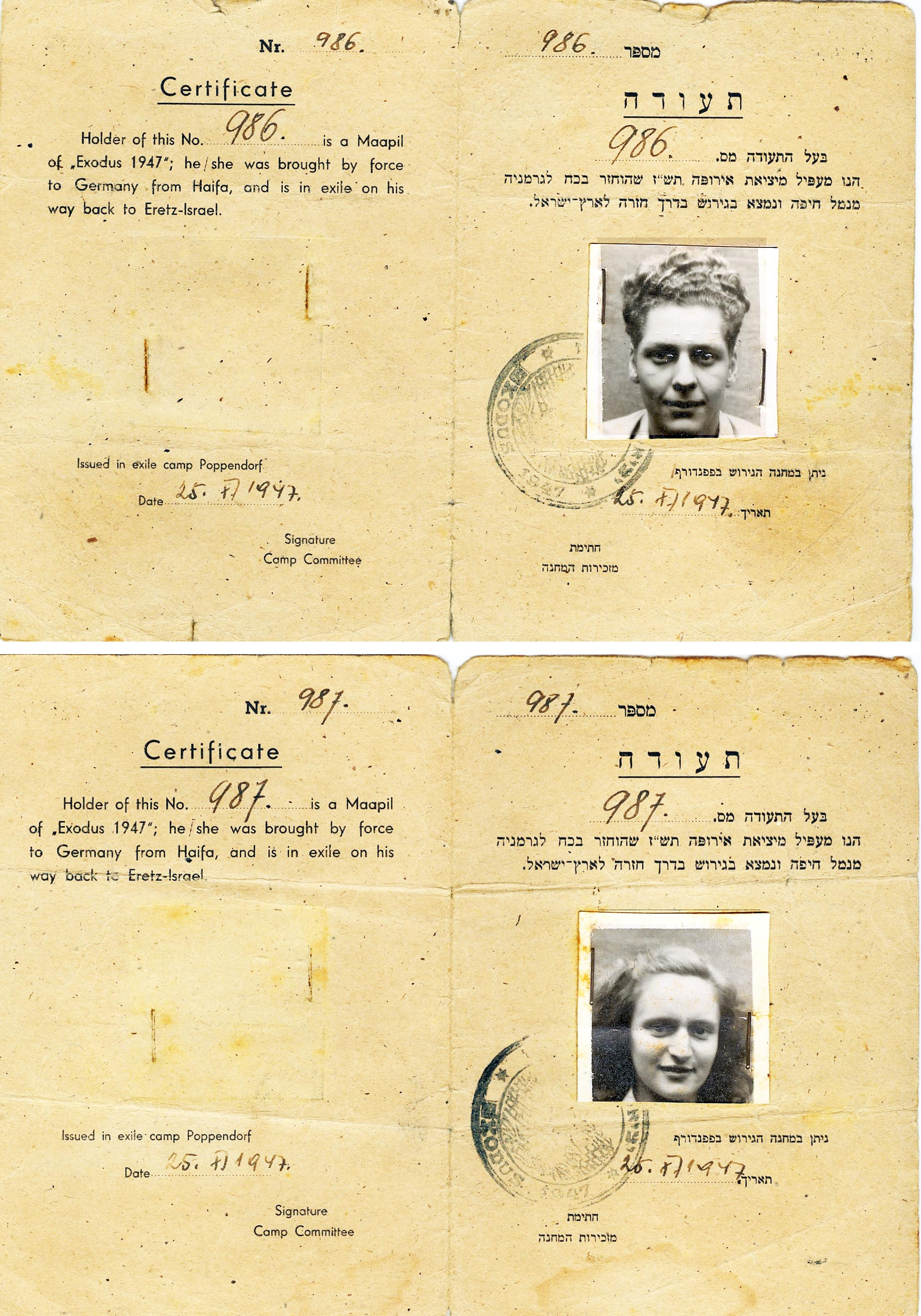
Documento de migración de campo Pöppendorf

Cuando la gente salió del barco, muchos de ellos, especialmente los jóvenes, gritaban a los soldados "comandos de Hitler", "caballeros fascistas", "sádicos". Una  muchacha joven vino a lo alto de la escalera y gritó a los soldados "Yo no soy  Dachau" y cuando ellos no reaccionaron les gritó "comandos de Hitler".
Los británicos negaron el uso de fuerza excesiva, incluso admitiéndolo así, un judío "fue arrastrado por la  pasarela por los pies, con su cabeza golpeando los listones de madera".
Una bomba casera con temporizador fue encontrada en el Empire Rival. Aparentemente estaba armada para detonar después de que los judíos  hubieran sido sacados.

## Destino final

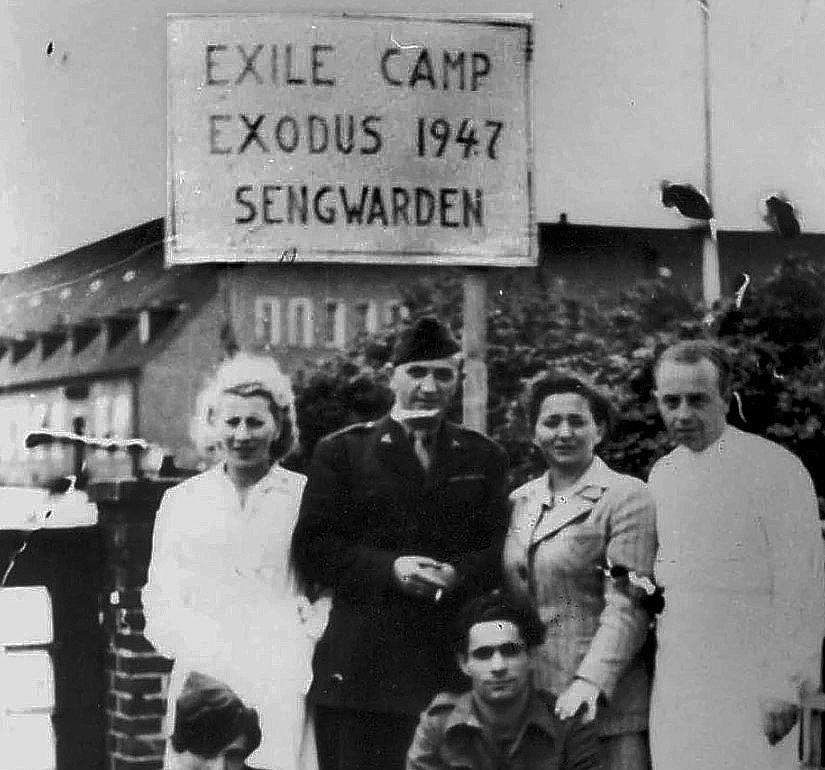
Entrada al campo de refugiados de Sengwarden 1947

Un telegrama escrito por líderes judíos de los campos, el 20 de octubre de 1947, dejó claros los deseos y determinación de los refugiados de encontrar un hogar en Palestina. Los potenciales emigrantes a Palestina fueron alojados en barracones militares prefabricados y tiendas en Poppendorf y Am Stau, pero las inclemencias del tiempo hizo las tiendas inadecuadas. 
Los refugiados fueron trasladados, en noviembre de 1947, a Sengwarden cerca de Wilhelmshaven y a Emden. Para muchos de los emigrantes ilegales este fue solo un punto de tránsito ya  que el Brichah se las arregló para trasladar clandestinamente la mayoría a la zona  Norteamericana, desde donde intentaban de nuevo entrar en Palestina. La mayoría alcanzó con éxito Palestina para el momento de  la declaración de independencia de  Israel. De los 4500 emigrantes potenciales  a Palestina, solo 1800 continuaban en los dos campos del Exodus en abril de 1948.
En el trascurso de un año, sobre la mitad  de los pasajeros originales del  Exodus 1947 habían hecho otros intentos de emigrar a Palestina, los cuales terminaron en centros de detención en  Chipre. 
Gran Bretaña continuó la retención de detenidos en el campo de internamiento de Chipre, hasta que formalmente se reconoció el Estado de Israel en enero de 1949, cuando fueron llevados a Israel.

## Represalias judías
El 29 de septiembre de 1947, los grupo de militantes sionistas  Irgún y Leji volaron la el Cuartel General de  la Policía en Haifa, en venganza por las  deportaciones británicas de judíos que llegaron ilegalmente a bordo del  Exodus 1947. 10 personas murieron y 54 fueron heridos, de los cuales  33 eran británicos. Cuatro policías británicos, cuatro policías árabes, una mujer árabe y un niño de 16 años murieron. El edificio de 10 plantas quedó tan dañado que fue posteriormente demolido.
La bomba era del tipo bomba de barril, descrito por la policía como "nuevo método" y el primer uso de una bomba de barril por las fuerzas judías. El Irgún llevaría a cabo muchos más ataques con bombas barril entre 1947 y 1948.

## Importancia histórica
UNSCOP también dio cobertura a los sucesos. Algunos de sus miembros estaban presentes en el puerto de Haifa cuando los emigrantes fueron sacados del buque hacia buques de  deportación y posteriormente comentaron que esta impactante imagen les motivaron para presionar en pos de una inmediata solución de la migración judía y del problema Palestino.
La dura experiencia del buque fue ampliamente cubierta por los medios internacionales, y causó bochorno al gobierno británico, especialmente después de que los refugiados fueran forzados a desembarcar en  Alemania.

## Descanso delExodus

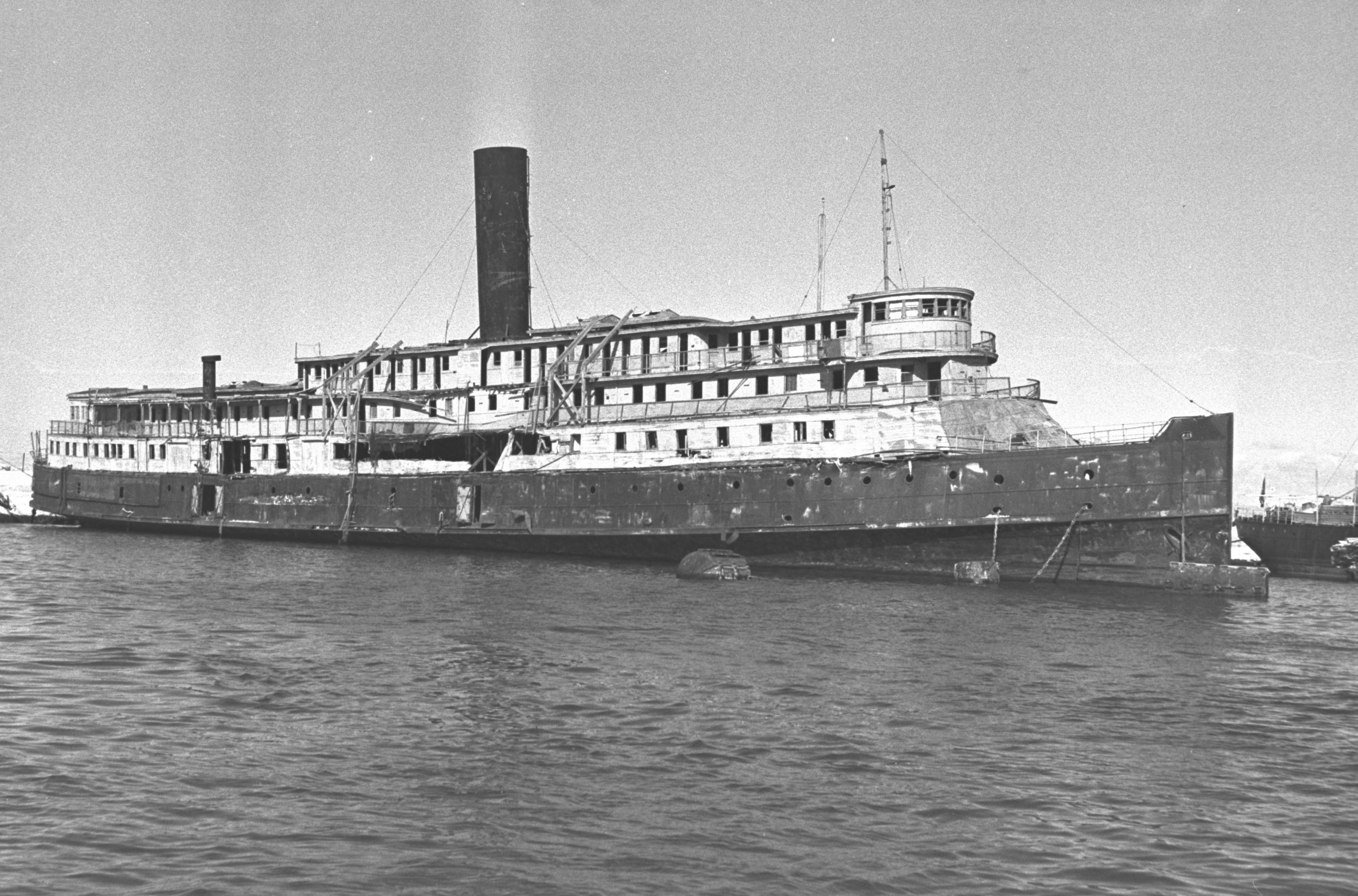
El Exodus quedó abandonado en el puerto de Haifa

Tras el histórico viaje 1947, el dañado, antes President Warfield, ahora Exodus, como muchos  otros buques de la Aliyá Bet,  fue anclado a un  rompeolas en el puerto de Haifa, ruinoso y olvidado. La creación  del estado de Israel en 1948 trajo inmigración masiva de refugiados judíos europeos de campos de desplazados a Israel. Había  poco tiempo y dinero para concentrarse en el  valor simbólico del Exodus. Abba Khoushy, alcalde de Haifa, propuso en 1950 que el "barco que lanzó una nación" debería ser restaurado y convertido en museo flotante del Aliyá Bet, La historia  de la inmigración clandestina de judíos a Palestina. Durante el proceso de restauración del barco, el 26 de agosto de 1959, que se había estado degradando en el puerto, hubo un accidente inexplicable y el Exodus ardió hasta la línea de flotación. Su casco fue remolcado y hundido al norte del Río Kishon cerca de playa Shemen. en 1964 se realizó un intento de salvarlo e izar su casco. Los esfuerzos fueron vanos y se hundió de nuevo. En  1974 se  hizo otro intento de izar el pecio para salvarlo. Fue reflotado y remolcado al río Kishon donde se  hundió de nuevo. Parte del casco del Exodus permaneció visible como hogar para los peces y destino de pescadores hasta mediados del 2000. El Puerto de Haifa puede haber construido sus modernos muelles  para buques de contenedores sobre el pecio.

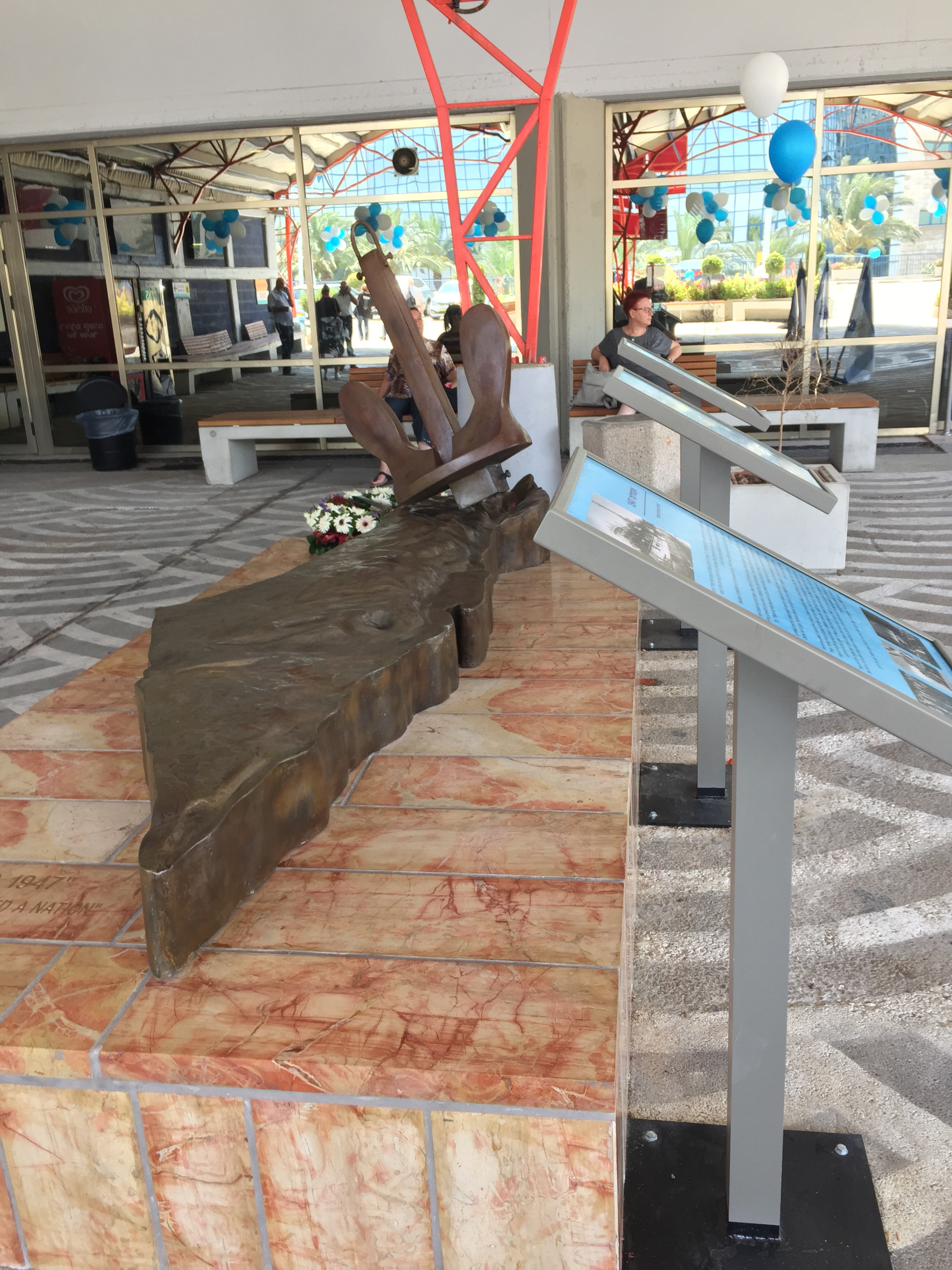
Memorial del Exodus, Terminal Internacional de Cruceros, Haifa, Israel

El muelle donde el pecio está enterrado es una zona de seguridad y no es accesible hoy día. Se realizó un infructuoso trabajo de buceo para localizar los restos del Exodus en octubre de 2016.
En reconocimiento histórico del Exodus, se dedicó el primer memorial israelí al Exodus el 18 de julio de 2017. El memorial, diseñado por el escultor israelí Sam Philipe, está hecho en bronce con forma de ancla, representando simbólicamente el papel que jugó el Exodus en el nacimiento del moderno Estado de Israel, fijada a un mapa en relieve del país. La escultura está situada fuera de la Terminal Internacional de Cruceros en el puerto de Haifa.
El capitán del Exodus, Ike Aronovitz, fundaría después su propia compañía naviera. Murió en Israel el 23 de diciembre de 2009 a los 86 años. Yossi Harel, el comandante, sirvió en la inteligencia israelí y se convirtió en empresario de éxito. Murió en Tel Aviv el 1 de mayo de 2008 a los 90 años.